# ۲۳اسنپس
۲۳اسنپس یک شبکه اجتماعی خصوصی و رایگان است که کاربران می‌توانند عکس‌ها، ویدیوها، اندازه‌گیری‌ها و داستان‌های فرزندان خود را در یک دفتر خاطرات دیجیتال آپلود کنند و این به‌روزرسانی‌ها را به صورت خصوصی با سایر اعضای خانواده یا دوستان نزدیک خود به اشتراک بگذارند. ۲۳اسنپس به صورت آنلاین و روی دستگاه‌های تلفن همراه در دسترس است و در ۱ ژوئن ۲۰۱۲ راه‌اندازی شده است.
۲۳اسنپس در ابتدا به عنوان یک برنامه آیفون و یک وب‌سایت در دسترس بود و بعداً برنامه‌هایی را برای اندروید، آی‌پد و ویندوز ۸ منتشر کرد. این شرکت با سایر سرویس‌های اشتراک‌گذاری عکس خصوصی برای خانواده‌ها مانند Notabli, Tinybeans و شبکه‌های اجتماعی که امکان اشتراک‌گذاری عکس مانند اینستاگرام و فیس‌بوک را فراهم می‌کنند، رقابت می‌کند.
این شرکت توسط ایوایلو جوردانوف، مدیران اجرایی سابق اسپاتینگ و یوری ترشچنکو تأسیس شده و در لندن مستقر است. ۲۳اسنپس از طریق فروش آلبوم عکس و چاپ عکس درآمد کسب می‌کند.